# Benona
Benona – imię żeńskie; żeński odpowiednik imienia Benon, powstałego jako zdrobnienie od imienia Bernard.
Benona imieniny obchodzi:
- 16 czerwca, jako wspomnienie św. Benona z Miśni;
- 22 lipca, jako wspomnienie bł. Benona z Osnabrücku[3].